# Bâtiment du tribunal municipal de Valjevo
Le bâtiment du tribunal municipal de Valjevo (en serbe cyrillique : Зграда Општинског суда у Ваљеву ; en serbe latin : Zgrada Opštinskog suda u Valjevu) se trouve à Valjevo, dans le district de Kolubara en Serbie. Il est inscrit sur la liste des monuments culturels protégés de la république de Serbie (identifiant no SK 878).

## Présentation

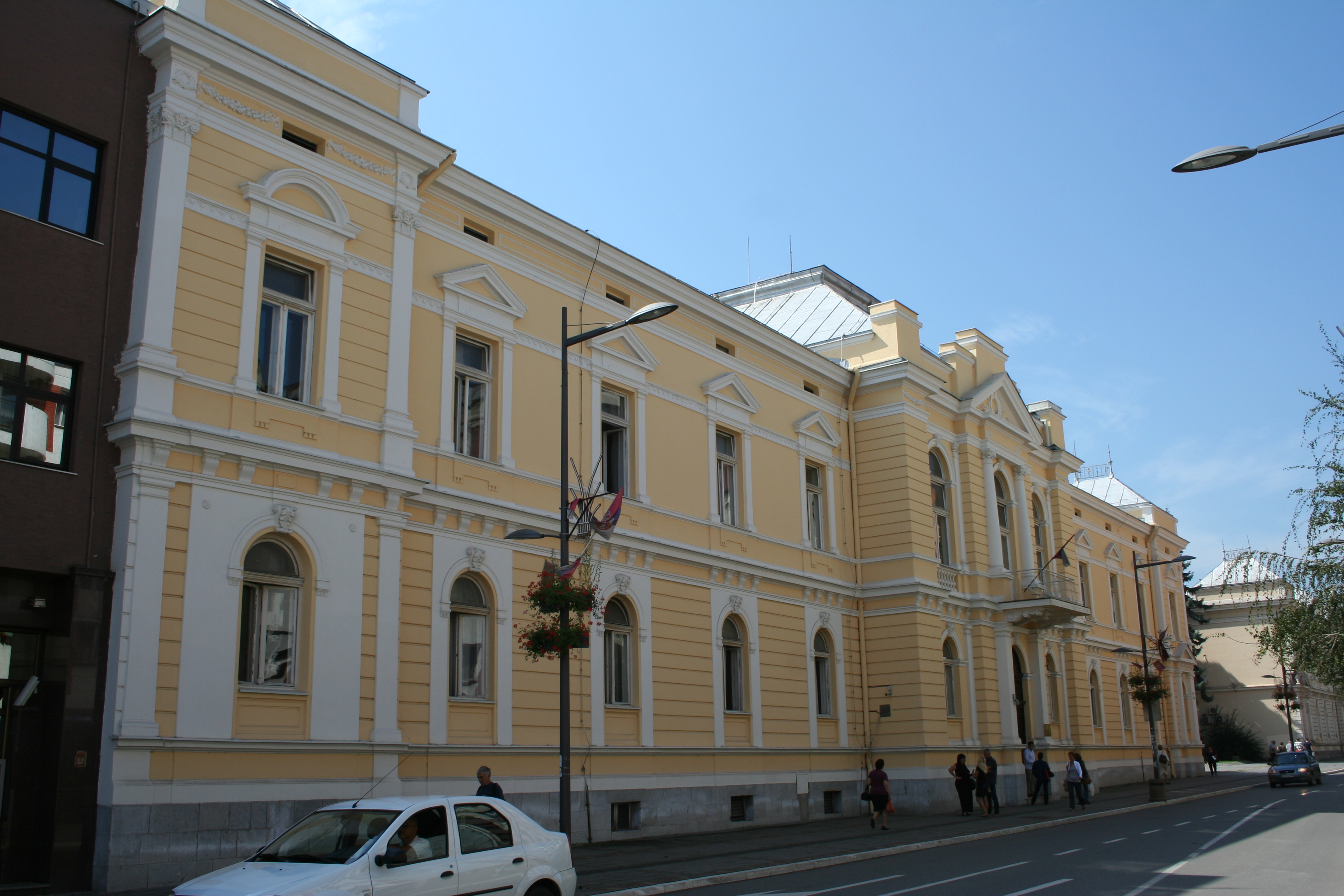
Autre vue du bâtiment.

Le bâtiment, situé 50 rue Karađorđeva, a été construit en 1906 sur des plans de l'architecte Jovan Ilkić, qui est aussi l'auteur du tribunal de district, situé au no 48 de la même rue ; les deux bâtiments forment un ensemble et ils étaient autrefois reliés par une clôture en fer forgé. Le bâtiment, de forme allongée, dispose d'une seule façade donnant sur la rue avec deux ailes se répartissant autour d'une avancée centrale[réf. nécessaire].